# Newborough, Staffordshire
Newborough är en ort och civil parish i Storbritannien.   Den ligger i grevskapet Staffordshire och riksdelen England, i den södra delen av landet, 180 km nordväst om huvudstaden London. Newborough ligger 119 meter över havet och antalet invånare är 476.
Terrängen runt Newborough är platt. Runt Newborough är det tätbefolkat, med 276 invånare per kvadratkilometer. Närmaste större samhälle är Swadlincote, 16,9 km öster om Newborough. Trakten runt Newborough består till största delen av jordbruksmark.